# Semiothisa metagonaria
Semiothisa metagonaria là một loài bướm đêm trong họ Geometridae.